# نظرية الأماكن المركزية

نظرية الأماكن المركزية، وتعرف أيضاً باسم نظرية كريستالر نسبة للعالم الألماني والتر كريستالر، النظرية تتبع جغرافيا الخدمات،، تختص بالأهمية الخدمية بمركز المدينة للدراسات الحضرية داخل المدينة.

## تعريف بالنظرية
ابتكر النظرية العالم الجغرافي الألماني والتر كريستالر (بالإنجليزية: Walter Christaller)‏ في كتابه عام 1933 عن المناطق المركزية في جنوب ألمانيا (بالإنجليزية: Central places in southern Germany)‏، وبنيت النظرية على وجود نظام لأنماط ووظائف مراكز العمران، وكما تبين أيضاً من خلال منهجه العلمي استخدامه لقياسات مثل هذه المفاهيم كالمركزية لتتمثل نظريته في العالم الواقعي، وقد أقترح أنه يوجد نظام أو تنظيم فوقي لنظم مراكز العمران وظهرانيها.

## الهدف الرئيسي
يتمثل في دراسة العلاقة بين توزيع مراكز العمران وعدد وظائفها وأحجامها، أي شرح التنظيم المكاني لمراكز العمران وظهرانيها، وبصفة خاصة موقعها النسبي وحجمها.

## فكرة النظرية اختصاراً
- تزداد القيمة الاقتصادية بالقرب من خط المدينة ومنطقة الأعمال المركزية C.B.D.
- تزداد القيمة الاقتصادية للمنشآت والمحال التجارية بالقرب من مركز المدينة، خاصةً منطقة الأعمال المركزية C.B.D.
- كلما اقتربنا من مركز المدينة، كلما زادت العوائد الاقتصادية والقيمة الإيجارية، وكلما بعدنا من مركز المدينة كلما قلّت العوائد الاقتصادية والقيمة الإيجارية.
- وفي النهاية الفرق في عدد السكان ومستوى المعيشة بالمدينة.